# Boris Prokopič
Boris Prokopič (* 29. März 1988 in Poprad) ist ein ehemaliger österreichischer Fußballspieler slowakischer Herkunft. Er spielt im zentralen Mittelfeld.

## Karriere
Bis zum Alter von 17 Jahren spielte Boris Prokopič bei seinem Jugendverein SV Horn. Im Sommer 2004 wechselte er dann zur Jugend des SK Rapid Wien, bei dem er im Alter von 17 Jahren zu den Amateuren aufstieg. Dort spielte er, bis er im Sommer 2008 von Trainer Peter Pacult in die Kampfmannschaft einberufen wurde. Am 9. Juli 2008 kam er beim ersten Spiel der Saison gegen den SK Sturm Graz zum Einsatz, als er die erste Halbzeit spielte und dann gegen die Neuverpflichtung Nikica Jelavić ausgewechselt wurde. Erst in der 36. und letzten Runde kam Prokopič wieder zum Einsatz, nachdem er zuvor an einer Schambeinentzündung und einem Bandscheibenvorfall gelitten hatte.
Nachdem er in der Saison 2009/10 nur mehr in der zweiten Mannschaft der Grün-Weißen zum Einsatz gekommen war, wechselte er im Winter 2009/10 leihweise zum FC Wacker Innsbruck in die zweithöchste österreichische Spielklasse. Im Jänner 2011 kam Prokopič zurück zum SK Rapid Wien und wechselte im Jänner 2013 zum damaligen Zweitligisten SCR Altach.
Im Jänner 2019 wechselte er in die zweitklassige Schweizer Challenge League zum FC Vaduz, bei dem er einen bis Juni 2020 laufenden Vertrag erhielt. Dieser wurde nach guten Leistungen und dem Aufstieg in die Super League um ein weiteres Jahr verlängert, nach der Saison 2020/21 verließ er den Hauptstadtklub schließlich.
Daraufhin kehrte er zur Saison 2021/22 nach Altach zurück, wo er einen bis Juni 2022 laufenden Vertrag erhielt. Bis zur Winterpause kam er bei Altach zu sechs Bundesligaeinsätzen. Im Jänner 2022 rückte der Routinier als Führungsspieler in den Kader der viertklassigen Amateure der Vorarlberger. Zur Saison 2022/23 wechselte er in die Schweiz zum drittklassigen SC Brühl St. Gallen.
Nach der Saison 2023/24 beendete Prokopič seine Karriere als Aktiver und kehrte als Co-Trainer zu den Amateure von Altach zurück.